# Arenibek
Arenibek – to miejscowość na Nauru, w dystrykcie Buada. Jedyna osada na wyspie która nie znajduje się na wybrzeżu oceanu. W środku Arenibeku położona jest laguna Buada o rozmiarze 13 ha, a maksymalna głębokość 78 metrów. Obok miejscowości jest góra Janor, najwyższy punkt Nauru o wysokości 71 m n.p.m.